# Molineria
Genre
Classification APG III (2009)
Molineria est un genre de plantes tropicales de la famille des Hypoxidaceae. Ce genre compterait 7 espèces en Asie du Sud-Est.

## Liste d’espèces
- Molineria capitulata :Asie du Sud-Est, jusqu'au Queensland
- Molineria crassifolia: Népal, Chine
- Molineria gracilis: Népal, Chine
- Molineria latifolia : Asie du Sud-Est
- Molineria oligantha: Assam
- Molineria prainiana : Est de l'Hymalaya, Assam
- Molineria trichocarpa : Inde, Sri-Lanka